# Rikuto Tamai
Rikuto Tamai (en japonés: 玉井陸斗, Tamai Rikuto; Takarazuka, 11 de septiembre de 2006) es un deportista japonés que compite en saltos de plataforma.
Participó en dos Juegos Olímpicos de Verano, obteniendo una medalla de plata en París 2024, en la prueba de plataforma 10 m, y el séptimo lugar en Tokio 2020, en la misma prueba.
Ganó una medalla de plata en el Campeonato Mundial de Natación de 2022, en la prueba individual. En los Juegos Asiáticos de 2022 consiguió una medalla de plata en la prueba de plataforma 10 m.

## Palmarés internacional
| Juegos Olímpicos   | Juegos Olímpicos   | Juegos Olímpicos  | Juegos Olímpicos |
| Año                | Lugar              | Medalla           | Prueba           |
| ------------------ | ------------------ | ----------------- | ---------------- |
| 2024               | París (Francia)    | Medalla de plata  | Plataforma 10 m  |
| Campeonato Mundial |                    |                   |                  |
| Año                | Lugar              | Medalla           | Prueba           |
| 2022               | Budapest (Hungría) | Medalla de plata  | Plataforma 10 m  |
| Juegos Asiáticos   |                    |                   |                  |
| Año                | Lugar              | Medalla           | Prueba           |
| 2022               | Hangzhou (China)   | Medalla de bronce | Plataforma 10 m  |